# Кастелджерундо
Кастелджеру̀ндо (на италиански: Castelgerundo; на ломбардски: Castelgeründ, Кастелджерюнд) е община в Северна Италия, провинция Лоди, регион Ломбардия. Административен център на общината е село Камайраго (Camairago), което е разположено на 53 m надморска височина. Населението на общината е 1498 души (към 2018 г.).
Общината е създадена в 1 януари 2018 г. Тя се състои от предшествуващите общини Кавакурта и Камайраго.